# Inge Henningsen
Pour les articles homonymes, voir Henningsen.
Inge Biehl Henningsen, née à Frederiksberg le 14 avril 1941 et morte le 5 août 2024, est une mathématicienne, écrivaine et militante danoise des droits des femmes.

## Jeunesse et formation
Inge Biehl Henningsen naît le 14 avril 1941 à Frederiksberg, la fille de Sven Aage Henningsen (1909-1991), mercier, et d'Elisabeth Braunstein (1911–1996). Après avoir passé l'examen d'immatriculation de mathématiques en 1959 au Holte Gymnasium, elle étudie les statistiques à l'université de Copenhague et obtient son diplôme en 1966.

## Carrière
Après avoir obtenu son diplôme, Henningsen rejoint l'Institut de Matematisk Statistik de l'université de Copenhague où elle enseigne et mène des recherches jusqu'en 2007, devenant professeure associée en 1974.
Son intérêt pour la politique commence lorsqu'elle rejoint la Studentersamfundet socialiste (une société étudiante). Dès sa création en 1967, elle est active dans le Parti socialiste (Venstresocialisterne), avec son partenaire Steen Folke, devenant membre du conseil d'administration et, à partir de la fin des années 1960, rédactrice en chef du journal du parti Politisk Revy. Lors d'un voyage d'études aux États-Unis (1969-1970), elle s'implique dans le nouveau mouvement des femmes. À son retour au Danemark dans les années 1970, elle promeut de nouvelles activités féminines au Parti socialiste. De 1980 à 1992, elle est rédactrice en chef de Naturkampen, l'organe socialiste pour les femmes qui s'intéressent aux sujets tels que la science et la technologie, la recherche sur le cancer, l'évaluation des risques technologiques, l'agriculture dans le tiers monde et le sida.
Henningsen est active dans le domaine de l'éducation, démontrant par exemple comment les statistiques révèlent des choix plus limités pour les filles que pour les garçons en ce qui concerne les sciences appliquées. Elle collabore avec des chercheurs en sociologie, politique et psychologie, révélant que les femmes ne bénéficient pas des mêmes opportunités que les hommes dans l'enseignement supérieur et la recherche. En 1998, elle devient membre de la Fondation de recherche sur l’égalité des sexes, rattachée au Ministère de la recherche.
Sur la base d'études statistiques, elle démontre à quel point les filles sont désavantagées par l'environnement éducatif danois et que le manque de programme adapté et de stages laisse sur la touche un nombre important de garçons. Elle analyse d'autres sujets, comme le harcèlement en classe (2009 et 2013), le genre et les choix de formation (2008) ou les résultats des rapports PISA (2008 et 2017),.
De 2001 à 2009, elle est présidente du conseil d'administration de KVINFO et depuis 2014, elle est présidente de l'Association for Gender Research. Elle obtient le Prix Kraka en 2000 et le prix du réseau pour le genre et l'égalité des sexes sur le marché du travail en 2008.